# Tourteron
Tourteron település Franciaországban, Ardennes megyében. Lakosainak száma 178 fő (2022. január 1.). Tourteron Écordal, Guincourt, Jonval, La Sabotterie, Saint-Loup-Terrier és Suzanne községekkel határos.

## Népesség
A település népessége az elmúlt években az alábbi módon változott:
| Lakosok száma | 245  | 189  | 187  | 175  | 177  | 178  | 179  | 180  | 180  | 178  |
|               | 1968 | 1982 | 1990 | 2006 | 2013 | 2015 | 2017 | 2019 | 2020 | 2022 |